# Kisaura nozakii
Kisaura nozakii là một loài Trichoptera trong họ Philopotamidae. Chúng phân bố ở miền Cổ bắc.